# Chaim Tabakman
Chaim Tabakman (auch Haim Tabakman; hebräisch חיים טבקמן; * 1975) ist ein israelischer Filmregisseur, Drehbuchautor und Filmeditor.
Besonders bekannt wurde er im Jahr 2009 mit seinem Film „Du sollst nicht lieben“ (hebr. Ejnajim pkuhot, engl. Eyes Wide Open), der die Konflikte und Probleme zweier strenggläubiger orthodoxer Homosexueller beim Coming Out innerhalb ihrer religiösen Gemeinschaft eindrucksvoll schildert. Der Film rührt an ein Tabu in der Welt des orthodoxen Judentums, in der nach den Worten Tabakmans „Schwulsein bisher schlicht nicht existierte“. 

## Filmografie (Auswahl)
R=Regie, B=Drehbuch, S=Schnitt
- 2007: Mein Vater, mein Herr (Hofshat Kaits) (S)
- 2008: Der Kampf um Jerusalem: Mai 1948 (Jerusalem Cuts) (S)
- 2009: Du sollst nicht lieben (Ejnajim pkuhot) (R)
- 2016: Ewa – Zwischen zwei Leben (Ewa) (R+B)
- 2018: Das Mädchen mit den roten Haaren (Para aduma) (R+B)
- 2022: Piaffe (S)